# Iwan Gorszkow
Iwan Iwanowicz Gorszkow (ros. Иван Иванович Горшков, ur. 24 czerwca 1885 w Jegorjewsku, zm. 6 marca 1966 w Moskwie) – radziecki działacz partyjny.

## Życiorys
Skończył szkołę techniczną, 1904 wstąpił do SDPRR, 22 stycznia 1905 został aresztowany, w maju 1905 zwolniony. W 1908 ponownie aresztowany, następnie skazany na 2 lata zesłania do guberni wołogodzkiej, 1910 zwolniony, 1911 ponownie aresztowany, skazany na 7 lat zesłania do guberni jenisejskiej, 19 marca 1917 amnestionowany po rewolucji lutowej. W maju 1917 został sekretarzem Jegorjewskiej Rady Włókniarzy, a w sierpniu 1917 głową miasta Jegorjewska, w październiku 1917 stał na czele Jegorjewskiego Komitetu Wojskowo-Rewolucyjnego, następnie do 1919 był przewodniczącym Komitetu Wykonawczego Rady Miejskiej Jegorjewska. W 1919 był przewodniczącym Jegorjewskiego Sownarchozu, od 24 listopada 1919 do 20 marca 1920 przewodniczącym Riazańskiego Gubernialnego Komitetu RKP(b), od 1921 przewodniczącym Trybunału Rewolucyjnego Ufy, a od 1923 sekretarzem odpowiedzialnym Komitetu Powiatowego RKP(b) w Jegorjewsku. Następnie do 1927 był sekretarzem odpowiedzialnym Komitetu Powiatowego WKP(b) w Dmitrowie, potem członkiem Moskiewskiej Komisji Kontrolnej WKP(b), a od 19 grudnia 1972 do 26 czerwca 1930 członkiem Centralnej Komisji Kontrolnej WKP(b). Od stycznia 1928 do 1929 był zastępcą sekretarza Kolegium Partyjnego Moskiewskiej Komisji Kontrolnej WKP(b), 1929-1930 kierownikiem Zarządu Kultury Wszechrosyjskiego Związku Kooperacji Przemysłowych, 1930-1933 sekretarzem odpowiedzialnym rejonowego komitetu WKP(b) w obwodzie moskiewskim, potem członkiem Zarządu Trustu Bawełnianego w Sierpuchowie. Później był dyrektorem fabryki „Proletarskij Trud”, następnie dyrektorem fabryki „Priwodnoj Riemeń” trustu „Technotkań”, do 1939 pracownikiem Ludowego Komisariatu Przemysłu Leśnego ZSRR, 1939 przeszedł na emeryturę.